# Station Cattal
Cattal is een spoorwegstation van National Rail in Cattal, Harrogate in Engeland. Het station is eigendom van Network Rail en wordt beheerd door Northern Rail. Het station is geopend in 1848.